# Schweizer Fussballmeisterschaft 1903/1904
Sedmý ročník Schweizer Fussballmeisterschaft 1903/1904 (česky: Švýcarské fotbalové mistrovství) se konal za účastí již 16 klubů.
Sezonu vyhrál poprvé ve své historii FC St. Gallen. Šestnáct klubů bylo rozděleno do tří skupin (východ, střed a západ), poté se vítězové skupin utkali proti sobě každý s každým.